# Kohlfurth (Solingen)
Kohlfurth ist ein aus einer Hofschaft hervorgegangener Ortsteil der bergischen Großstadt Solingen. Überregional bekannt ist das in einem bergischen Schieferhaus in Kohlfurth befindliche Café Hubraum, das vor allem bei Motorradfahrern beliebt ist.

## Lage und Beschreibung
Kohlfurth liegt im Nordwesten des Solinger Stadtbezirks Mitte in einer Talsenke am Ufer der Wupper nahe der Grenze zum Stadtbezirk Gräfrath. Am Rande des Ortes befindet sich die Anschlussstelle Solingen-Kohlfurth der Landesstraße 74 (L 74). Die L 74 ist im Bereich Kohlfurth zur vierspurigen Kraftfahrstraße ausgebaut und begrenzt den Ortsteil durch ihren Verlauf nach Westen und Süden hin.
Zweimal wird der Ortsteil dadurch in Höhe der Kohlfurther Straße und der Straße Kohlfurth durch Straßenbrücken überspannt. Über die Kohlfurther Brücke, die in der Nähe des Café Hubraum als ehemalige Straßenbahnbrücke die Wupper quert, ist Kohlfurth mit dem Wuppertaler Wohnplatz Kohlfurtherbrücke verbunden.
Südlich von Kohlfurth liegen Im Klauberg sowie die Großwohnsiedlung Hasseldelle. Westlich liegen Schrodtberg mit dem Gewerbegebiet Schrodtberg, Stöcken und die Fleußmühle. Nördlich liegen die Wüstung Kohlfurther Eickholz und die Ortslage Aue. Südöstlich befinden sich auf Wuppertaler Stadtgebiet die Orte Ober- und Unterkohlfurth. Diese liegen im Wohnquartier Kohlfurth des Stadtbezirks Cronenberg.

## Etymologie
Die Herkunft des Ortsnamens ist nicht eindeutig geklärt. Laut Brangs verlief zeitweise die Kohlenzufuhr vom Ruhrgebiet nach Solingen über den Ort, jedoch hat der Ort nachweislich schon in der zweiten Hälfte des 14. Jahrhunderts bestanden, damit ist der Name Kohlfurth älter als jeder Kohlenverbrauch. Für das Suffix des Ortsnamens könnte laut Brangs eine dort befindliche Wupperfurt namensgebend gewesen sein.
Eventuell bestehen auch Verstrickungen mit dem Hofschaftsnamen Külf. Die wahrscheinlichste Herkunft ist allerdings die Ableitung einer Hofbezeichnung nach dem Külfbach, der bei Kohlfurth in die Wupper mündet. Dabei handelt es sich um den heutigen Fleußmühler Bach. So wird 1471 Hof „in der Kolve“; 1598 Kulfert; 1656 Kullff; 1659 Kolfert; 1690 Kolffurt notiert. Kolf, Kolve oder Külf bedeutet Wasserloch.

## Geschichte
Kohlfurth hat als Hofschaft mindestens schon im Jahre 1363 bestanden. In diesem Jahr wurde der Ort erstmals in einem Dokument urkundlich erwähnt. In dem Kartenwerk Topographia Ducatus Montani von Erich Philipp Ploennies, Blatt Amt Solingen, aus dem Jahre 1715 ist der Ort mit einer Hofstelle verzeichnet und als Colfert benannt. Der Ort gehörte zur Honschaft Solingen innerhalb des Amtes Solingen. Die Topographische Aufnahme der Rheinlande von 1824 verzeichnet den Ort als Kolfurt und die Preußische Uraufnahme von 1844 als Kohlfurth. In der Topographischen Karte des Regierungsbezirks Düsseldorf von 1871 ist der Ort als Kolfert verzeichnet.
Nach Gründung der Mairien und späteren Bürgermeistereien Anfang des 19. Jahrhunderts gehörte Kohlfurth der Bürgermeisterei Dorp an, die 1856 das Stadtrecht erhielt. Der Ort lag dort in der Flur I. Schrodtberg. 1815/16 lebten 125 Einwohner, 1830 139 Menschen im als Weiler kategorisierten Ort. 1832 war Kohlfurth weiterhin Teil der Honschaft Solingen innerhalb der Bürgermeisterei Dorp. Der nach der Statistik und Topographie des Regierungsbezirks Düsseldorf als Hofstadt kategorisierte Ort besaß zu dieser Zeit unter dem Namen Kolfert 20 Wohnhäuser, zwölf Fabriken bzw. Mühlen und 16 landwirtschaftliche Gebäude. Zu dieser Zeit lebten 156 Einwohner im Ort, allesamt evangelischen Bekenntnisses. Die Gemeinde- und Gutsbezirksstatistik der Rheinprovinz führt den Ort 1871 mit 28 Wohnhäusern und 264 Einwohnern auf. Im Gemeindelexikon für die Provinz Rheinland werden 1885 38 Wohnhäuser mit 217 Einwohnern angegeben.

Im 19. Jahrhundert wurde die durch den Ort verlaufende heutige Kohlfurther Straße zur Provinzialstraße Elberfeld–Hitdorf ausgebaut, die die Stadt Elberfeld über Solingen mit dem Rheinhafen in Hitdorf verband, noch bevor es Eisenbahnanbindungen in der Region gegeben hat. Die Bürgermeisterei beziehungsweise Stadt Dorp wurde nach Beschluss der Dorper Stadtverordneten zum 1. Januar 1889 mit der Stadt Solingen vereinigt. Damit wurde Kohlfurth ein Ortsteil Solingens. 1895 besitzt der Ortsteil 34 Wohnhäuser mit 236 Einwohnern, 1905 werden 32 Wohnhäuser und 221 Einwohnern angegeben.

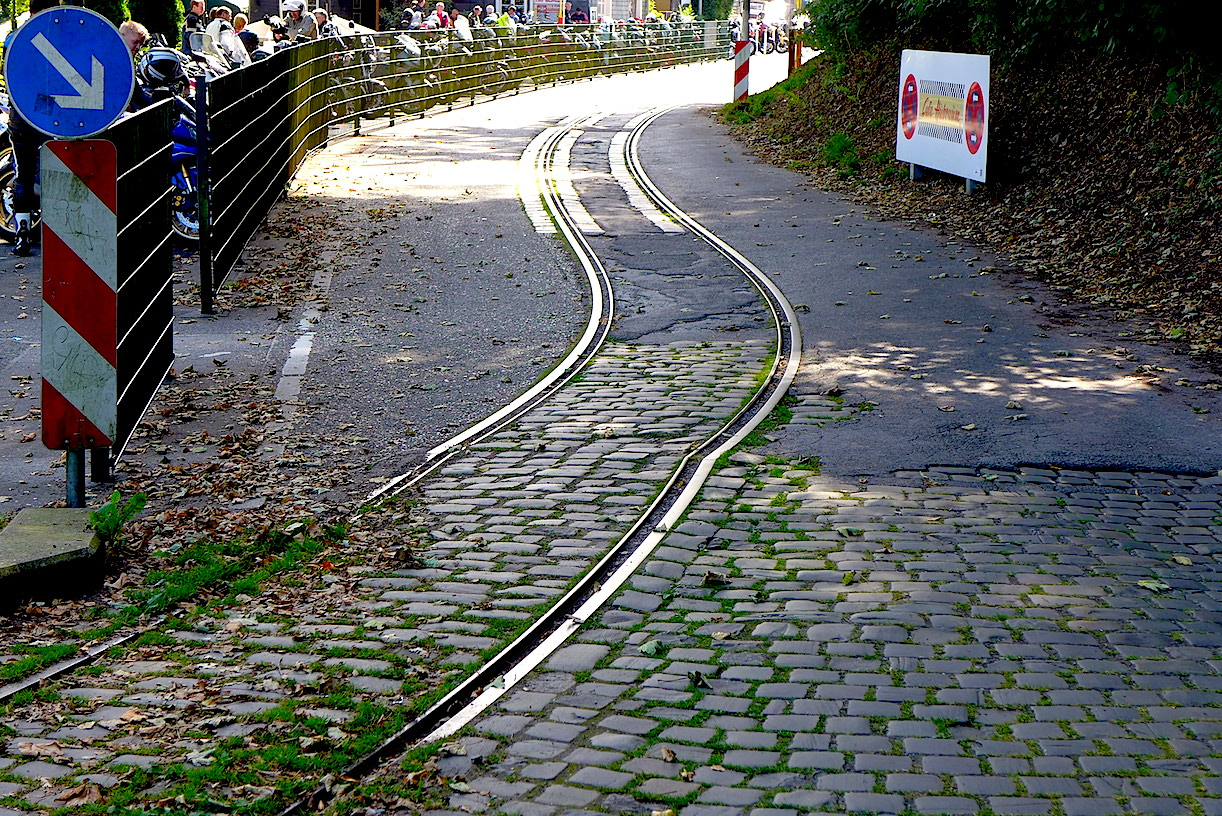
Schienenreste in Kohlfurth
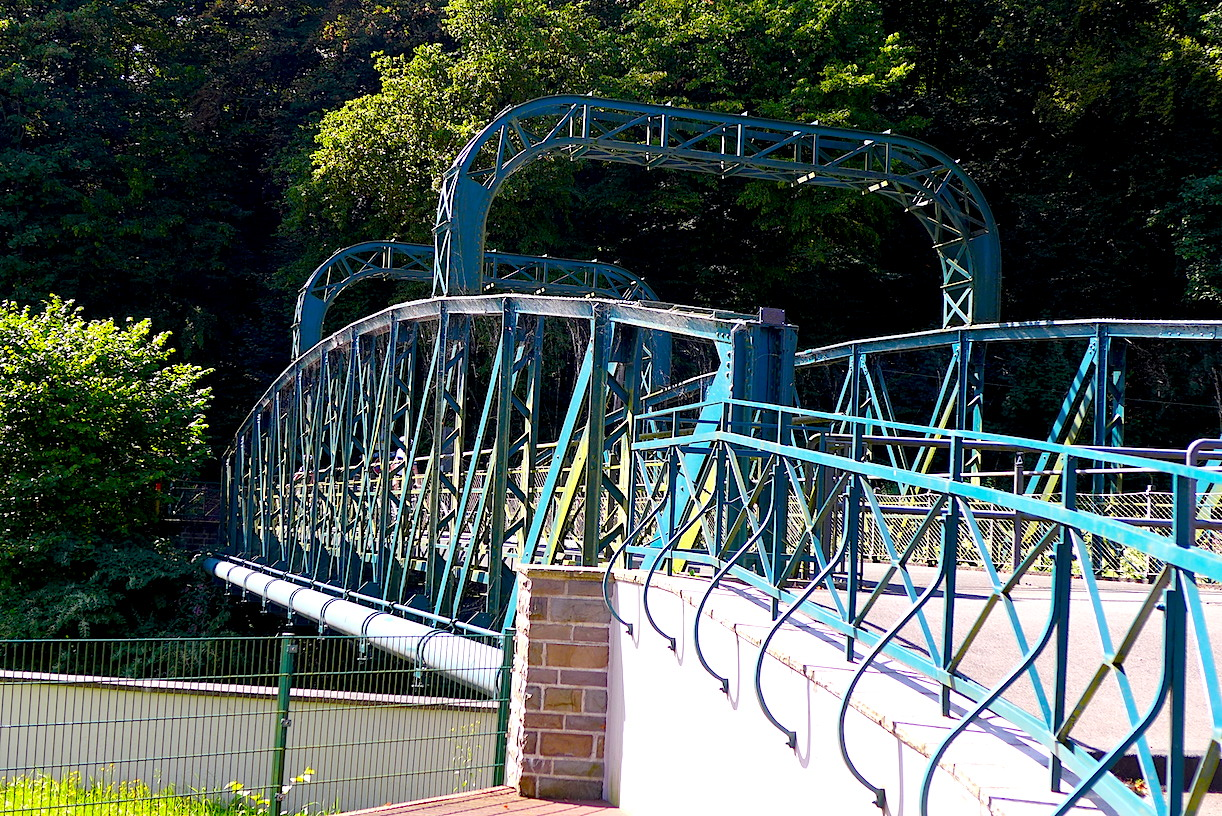
Kohlfurther Brücke

Über Kohlfurth führte ab 1914 auch die Straßenbahnstrecke zwischen Wuppertal und Solingen, auf der die von der Barmer Bergbahn betriebene Linie 5 verkehrte. Von Wuppertal kommend führte die Strecke über die Kohlfurther Brücke über die Wupper. Um die große Steigung nach Solingen zu umgehen, führte die Strecke nördlich an Kohlfurth, Schrodtberg und Stöcken vorbei, ehe sie ab der Haarnadelkurve der Cronenberger Straße durch einen 188 Meter langen Tunnel, den Stöckerberg-Tunnel, hindurchführte. Der Tunnel führt unterhalb der Hasselstraße / Erbenhäuschen vorbei, ehe die Strecke parallel zur Margaretenstraße wieder an die Oberfläche kam und weiter in die Solinger Innenstadt zum Mühlenplatz führte. Die Linie wurde insbesondere von Arbeitern der Firma Rasspe genutzt, die von Solingen aus zu der Fabrik am Stöcken pendelten. Der Betrieb der Linie 5 wurde am 3. Mai 1969 eingestellt. Die Verbindung zwischen Wuppertal und Solingen bildet heute die Buslinie CE 64 der WSW mobil, die auch in Kohlfurth über eine Haltestelle verfügt. An der Kohlfurther Brücke, im Wuppertaler Wohnplatz Kohlfurtherbrücke, betreibt der Verein Bergische Museumsbahnen e. V. das Bergische Straßenbahnmuseum (BSM). Ein paar letzte Gleisreste der Straßenbahn befinden sich auf Solinger Seite heute noch zwischen der Kohlfurther Brücke und dem Café Hubraum. Die Kohlfurther Brücke ist als Relikt des Straßenbahnverkehrs zwischen beiden Städten seit 2006 in die Solinger Denkmalliste eingetragen.
Die Landesstraße 74 wurde in den frühen 1970er Jahren von Müngsten aus in Richtung des Sonnborner Kreuzes gebaut, ein erstes Teilstück von Müngsten bis Kohlfurth konnte am 5. September 1973 eröffnet werden, der restliche Ausbau der Strecke, mit der Wupperquerung bei Kohlfurther Eickholz, erfolgte bis 1975.
Seit dem 18. September 1984 steht in Kohlfurth das große historische Fachwerkhaus Kohlfurth 37 aus dem Jahre 1615 mit teils verschieferter und verschindelter Außenfassade unter Denkmalschutz.